# Manuela Fersen
Manuela Fersen (* 1969 in Bünde) ist eine deutsche Malerin und Künstlerin.

## Leben
Von 1993 bis 1999 studierte Fersen Visuelle Kommunikation und Grafik-Design an der Fachhochschule Bielefeld im Fachbereich Gestaltung. Anschließend studierte sie Freie Kunst an der Hochschule der Bildenden Künste in Braunschweig bei John M. Armleder und Lienhard von Monkiewitsch und gleichzeitig bei Norbert Tadeusz M-Design und Malerei. Von Armleder und Monkiewitsch wurde sie zur Meisterschülerin berufen. 2003 schloss Manuela Fersen ihr Studium mit dem Diplom bei John M. Armleder und Lienhard von Monkiewitsch ab. 2005 erhielt sie das Stipendium der Stiftung Künstlerdorf Schöppingen und von 2009 bis 2012 das Stipendium der Landeshauptstadt Magdeburg.

## Ausstellungen (Auswahl)
- 2023: Mein Ernst – abstrakte Malerei, Video- und Soundarbeiten, digitale Arbeiten, Installation, Kunstverein Kreis Gütersloh[1]
- 2011: Angst, Galerie Münsterland, Emsdetten, Ich weiß nicht, was es ist..., Galerie 61, Bielefeld, New Home, MTS, Hengelo, Rob Boss, Tessenow-Garage, Magdeburg
- 2010: spam?, Gesellschaft für Bildende Kunst, Trier

Die Besten – der die HO-Kunstpreis, Magdeburg, Steve McQueen versucht eine Skulptur zu sein, Kunstverein Herford, nuage, Tessenow-Garage, Magdeburg
- 2009: Viva la mamma!, Kunst & Co., Flensburg, Samira, Tessenow-Garage, Magdeburg,

Das Bielefelder Gefühl, Kunstverein Bielefeld, 10/10, Tessenow-Garage, Magdeburg
sampler, Kunstverein Perron I, Delden (NL)
- 2008: De Oost West Connectie, KCO Cultuursalon, Zwolle (NL), Waste not – want not, MIKC, Delden (NL)
- 2007: Art Amsterdam, Schmidt Galerie
- 2006: synchron berlin – synkron københavn, LARMGalleri, Kopenhagen, Schatz! Ich geh baden!, Kunstverein Wolfenbüttel, Why do birds sing?, Schmidt Galerie, Berlin, Lovely Shanghai Music, Zendai Museum, Shanghai, Aquaplaning, Keimzelle Kunst, Ostbevern
- 2005: ikob Kunstpreis Ausstellung, Museum für Zeitgenössische Kunst, Eupen, Belgien (Katalog), Lovely Shanghai Music, Plattform 2, Kunstverein Hannover, Versunkene Berge – vom Bodenpersonal ausgerollt, Galerie 61, Bielefeld
- 2004: Nordwestkunst, Kunsthalle Wilhelmshaven (Katalog), 7up, Galerie Schüppenhauer, Köln, Sehet das Haus errichtet vom kunstreichen Jac, Kunstverein Meppen

Landschaft und Mensch, Kunstverein Neustadt a. Rbge. (Katalog), Sehet das Haus errichtet vom kunstreichen Jack II, Galerie vom Zufall und vom Glück, Hannover
- 2003: klick’n zapp, Galerie auf Zeit, Braunschweig
- 2002: Stippvisite, Niedersächsischer Landtag, Hannover
- 2001: ConverArt, Magdeburger Dom, Magdeburg
- 2000: Kleine Form ganz groß, Marstall/Schloß Ahrensburg, Stormarn Seitensprung, Galerie David, Bielefeld,  Rote Meile Melle, Gemeinschaftsprojekt mit dem Kunstverein Melle

## Weblink
- https://www.fersenundweisskoeppel.de/